# Cătălin Naum
Cătălin Naum (n. 1 aprilie 1939, București - d. 9 mai 2013) a fost un regizor român de teatru și unul dintre cei mai cunoscuți pedagogi. Activitatea sa la Teatrul Podul l-a făcut legendar.

## Activitatea artistică
- 2007 - Baraca, Teatrul Municipal Focșani
- 2007 - Drum fără pulbere, Teatrul George Ciprian
- Și Freud greșește
- Hamlet - adaptare
- 2005 - Începem
- Jocul de-a vacanța, Teatrul George Ciprian
- Jocul de-a vacanța, Teatrul Municipal Focșani
- Mi-e dor de dorul care m-a durut
- Năpasta
- O noapte furtunoasă, Teatrul Municipal Focșani
- O poveste de iubire
- 2007 Oedip salvat
- 2004 - Opt femei, Studioul de teatru "Casandra"
- 2007 - Plutonul de execuție regizor
- Poemele luminii
- Schimb de prizonieri
- Spectacol de fete cu flori
- Ștefan Vodă
- Un exercițiu teatral Romeo și Julieta
- Valentine, Valentine, azi e Dragobete
- ZooStory
- 6 x4 = 24 sonete shakespeareene

## Filmografie

### Actor
- Furia (2002)